# Remetea, Harghita
Remetea là một xã thuộc hạt Harghita, România. Dân số thời điểm năm 2002 là 6316 người.